# Badister pulchellus
Badister pulchellus är en skalbaggsart som beskrevs av Leconte. Badister pulchellus ingår i släktet Badister och familjen jordlöpare. Inga underarter finns listade i Catalogue of Life.